# Rifugio Stavèl Francesco Denza
Il rifugio Stavèl Francesco Denza è un importante rifugio alpino della SAT situato ai piedi della morena della Vedretta Presanella del gruppo della Presanella (Alpi Retiche meridionali), nel territorio di Vermiglio (TN), a quota 2.298 m s.l.m.
Eretto nel 1898 ed inaugurato il 21 agosto 1899, si erge su un terrazzamento naturale ai piedi di un laghetto alpino molto suggestivo nelle cui acque si riflette la Presanella. È il punto di partenza di numerose traversate, nonché delle vie che portano alla cima Presanella e alla Cima Vermiglio.
Il rifugio è stato ristrutturato negli anni 2000/2001 e dispone di 56 posti letto e di una centralina idroelettrica che fornisce energia elettrica a tutto il complesso, il quale comprende un capanno invernale e una chiesetta di montagna.
Il nome del rifugio è dedicato a padre Francesco Denza, frate barnabita, che fu astronomo e insigne meteorologo, nonché direttore della Specola Vaticana dal 1890 al 1894.

## Accessi
- dal forte Pozzi Alti, raggiungibile con strada carrozzabile da Stavel, segnavia 206 - ore 1.30
- dalla baita Velon m. 1354 in val di Vermglio (accessibile per strada dalla statale a monte di Vermiglio), segnavia 233 che taglia i tornanti di una vecchia strada militare fino ai ruderi del forte austriaco della Presanella (forte Pozzi Alti) m. 1884, indi sentiero che incrocia il segnavia 206 proveniente dalla Val Stavel - ore 2.45
- da Stavel (strada di 5 km da Vermiglio), indi sentiero 206 che dai Masi di Stavel m. 1273 supera la Scalaccia e si ricongiunge all'itinerario precedente a quota 1936 - ore 3